# Wannweil

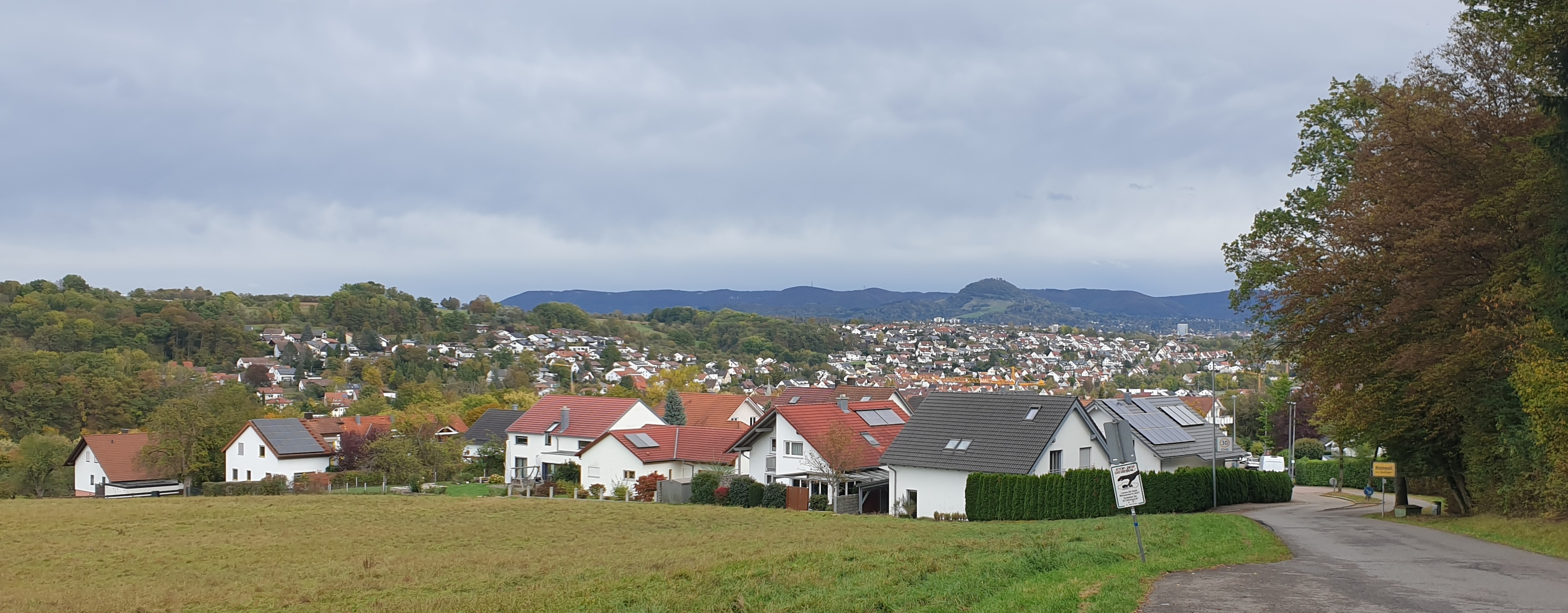
Wannweil

Wannweil ist eine Gemeinde im Landkreis Reutlingen in Baden-Württemberg. Sie gehört zur Region Neckar-Alb und zur europäischen Metropolregion Stuttgart.

## Geographie

### Geographische Lage
Wannweil liegt im Echaztal fünf Kilometer nordwestlich von Reutlingen zwischen den Städten Reutlingen und Tübingen.

### Gemeindegliederung
Zur Gemeinde Wannweil gehören außer dem gleichnamigen Dorf keine weiteren Orte.

### Nachbargemeinden
Folgende Städte und Gemeinden grenzen an die Gemeinde Wannweil, sie werden im Uhrzeigersinn beginnend im Norden genannt und gehören zum Landkreis Reutlingen beziehungsweise zum Landkreis Tübingen¹:
Kirchentellinsfurt¹, Reutlingen und Kusterdingen¹.

### Schutzgebiete
Eine Linde im Südwesten Wannweils ist als Naturdenkmal ausgewiesen. Im Osten der Gemarkung liegt das Landschaftsschutzgebiet Härten.

## Geschichte

### Bis zum 19. Jahrhundert

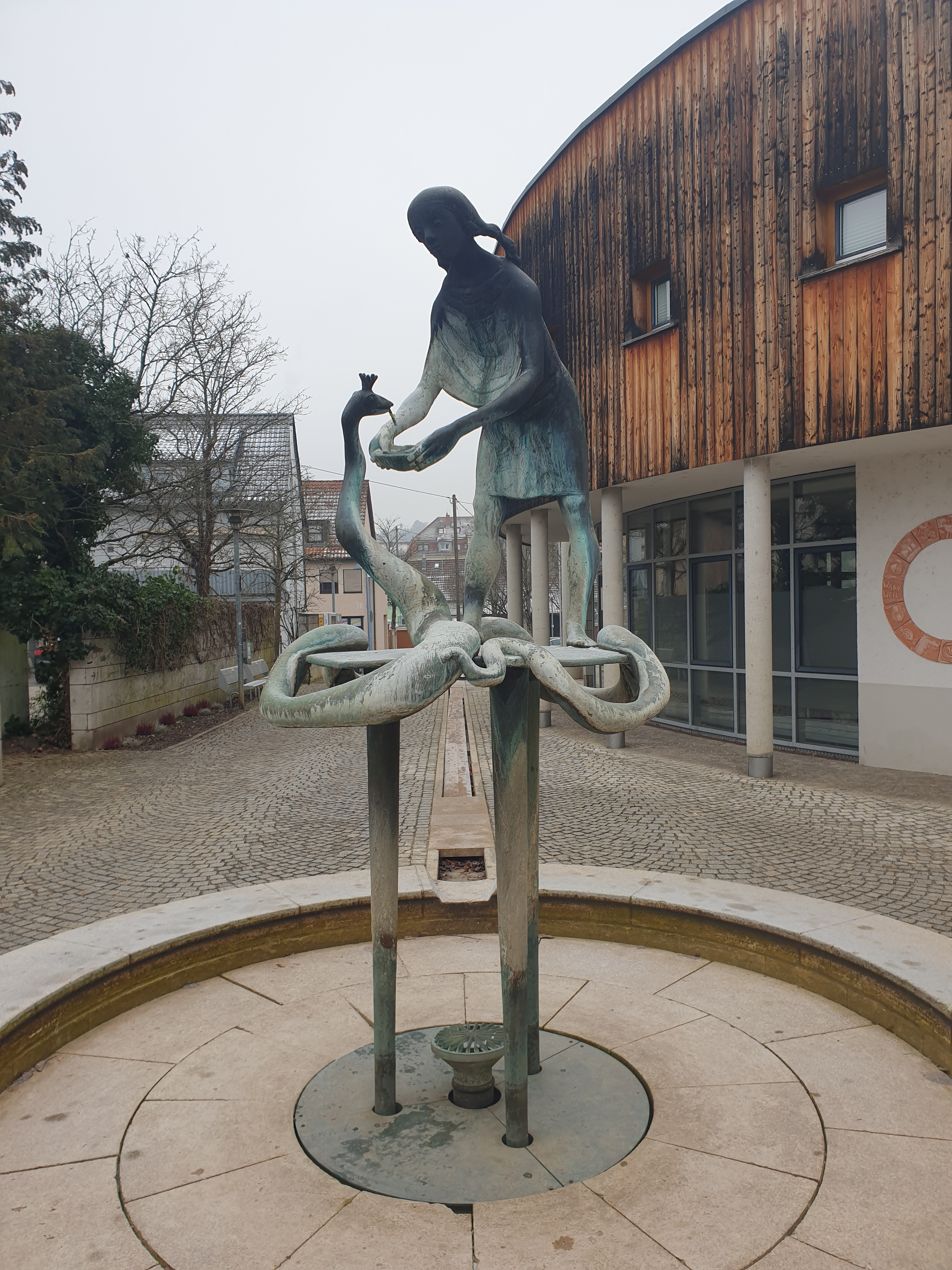
Schlangenbrunnen (2024)

Der Name Wannweil kommt nach einer Urkunde aus dem Jahr 1275 von dem Begriff Wyle bi Betzingen. Erst 1465 erscheint der Name Wannwyle.
1333 verkaufte Albrecht von Blankenstein den „Widdumhof“ (Wohnhof) samt Patronatsrecht der Wannweiler Kirche dem Spital in Reutlingen. Damit befand sich Wannweil weitgehend in Reutlinger Besitz und teilte fortan auch alle Geschicke der freien Reichsstadt.
Schlimme Zeiten für die Gemeinde brachten die Kriege in den Jahren 1449/50 und der sogenannte „Fürstenkrieg“ im Jahre 1519, als Herzog Ulrich von Württemberg Reutlingen belagerte und eroberte. Die Beteiligung der Reichsstadt am Schmalkaldischen Krieg 1546/47 führte kaiserliche Heere nach Wannweil. Im Dreißigjährigen Krieg fielen 1638 nach der Schlacht bei Nördlingen Kroaten in das Dorf ein, 1642 kamen die Schweden und später die Franzosen.
Im Jahre 1802/03 fiel Wannweil mit der Stadt Reutlingen an das Kurfürstentum und seit 1806 Königreich Württemberg, in welchem es zum Oberamt Reutlingen gehörte. Der Ort zählte damals 405 Einwohner. Bei der Kreisreform während der NS-Zeit in Württemberg gelangte Wannweil 1938 zum Landkreis Reutlingen. 1945 wurde der Ort Teil der Französischen Besatzungszone und kam somit zum neu gegründeten Land Württemberg-Hohenzollern, welches 1952 im Land Baden-Württemberg aufging.

### Einwohnerentwicklung
Die Einwohnerzahlen sind Volkszählungsergebnisse (¹) oder amtliche Fortschreibungen des Statistischen Landesamtes (nur Hauptwohnsitze).
| Jahr                 | Einwohner |
| -------------------- | --------- |
| 1. Dezember 1871 ¹   | 829       |
| 1. Dezember 1900 ¹   | 1.355     |
| 1. Dezember 1925 ¹   | 1.712     |
| 17. Mai 1939 ¹       | 2.090     |
| 13. September 1950 ¹ | 2.484     |
| 6. Juni 1961 ¹       | 3.579     |
| 27. Mai 1970 ¹       | 4.485     |
| 25. Mai 1987 ¹       | 4.583     |

| Jahr              | Einwohner |
| ----------------- | --------- |
| 31. Dezember 1990 | 4.874     |
| 31. Dezember 1995 | 5.122     |
| 31. Dezember 2000 | 4.988     |
| 31. Dezember 2005 | 5.114     |
| 31. Dezember 2010 | 5.149     |
| 31. Dezember 2015 | 5.226     |
| 31. Dezember 2020 | 5.396     |

## Religionen
In Wannweil wurde eine Kirche erstmals 1275 erwähnt. Der Ort ist seit Einführung der Reformation in Reutlingen 1530 evangelisch-lutherisch geprägt. Heute gibt es im Ort eine evangelische sowie eine römisch-katholische Kirchengemeinde. Außerdem sind die Volksmission entschiedener Christen und die Neuapostolische Kirche in Wannweil aktiv.

## Politik

### Gemeinderat
Die Kommunalwahl am 9. Juni 2024 ergab folgendes Ergebnis:
| Partei/Liste                    | 2024   | 2024   | 2019   | 2019   |
| Partei/Liste                    | Anteil | Sitze  | Anteil | Sitze  |
| ------------------------------- | ------ | ------ | ------ | ------ |
| Grün-Alternative Liste Wannweil | 22,7 % | 3      | 23,5 % | 4      |
| CDU                             | 29,3 % | 4      | 23,0 % | 3      |
| Freie Liste Wannweil            | 21,4 % | 3      | 19,3 % | 3      |
| Freie Wählervereinigung         | 10,3 % | 2      | 09,8 % | 1      |
| SPD                             | 16,2 % | 2      | 14,7 % | 2      |
| Bürgerbeteiligung in Wannweil   | --     | --     | 09,7 % | 1      |
| Wahlbeteiligung                 | 67,4 % | 67,4 % | 66,0 % | 66,0 % |

Der Gemeinderat besteht aus den gewählten ehrenamtlichen Gemeinderäten und dem Bürgermeister als Vorsitzendem. Der Bürgermeister ist im Gemeinderat stimmberechtigt.

### Bürgermeister
Der Bürgermeister wird für eine Amtszeit von acht Jahren gewählt. Am 24. Oktober 2010 wurde Anette Rösch für eine dritte Amtszeit wiedergewählt. Die Wahlbeteiligung betrug 40,15 %, Anette Rösch erhielt 82,30 % der Stimmen. Christian Majer wurde am 21. Oktober 2018 als Nachfolger von Anette Rösch, die nicht mehr angetreten war, gewählt und erhielt 59,76 % der Stimmen.
- 1967–1995: Rüdiger Scherret
- 1995–2018: Anette Rösch
- seit 2018: Christian Majer

### Wappen
| Wappen der Gemeinde Wannweil | Blasonierung: „In Rot auf grünem Hügel eine silberne (weiße) Turmruine, um deren Fuß sich, aus dem schwarzen Tor heraus, eine golden (gelb) gekrönte silberne (weiße) Schlange windet.“ |
| Wappen der Gemeinde Wannweil | Wappenbegründung: Das im Jahre 1926 mit Beratung der Archivdirektion Stuttgart gestaltete Wappen bezieht sich auf die örtliche Sage, wonach eine Schlange den in einer Turmruine verborgenen Schatz bewacht. Am 16. Januar 1956 hat die Landesregierung sowohl das Wappen als auch die von diesem abgeleitete Flagge verliehen. |

### Partnerschaften
Es besteht seit Mai 2003 eine Partnerschaft mit der französischen Gemeinde Mably (Département Loire).
Austauschtreffen finden in der Regel zum Himmelfahrtstag statt.

## Kultur und Sehenswürdigkeiten

### Bauwerke

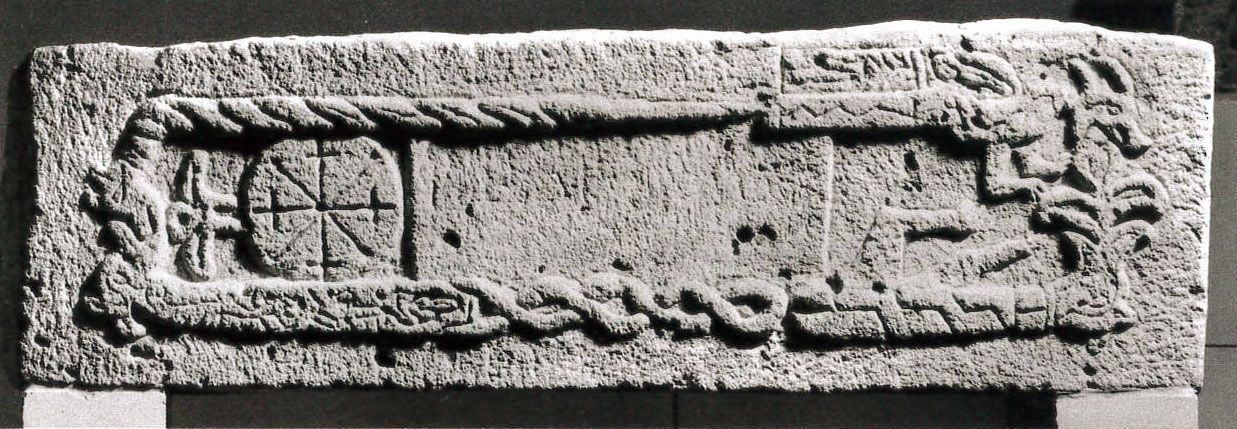
Relief sog. Drachenstein Kirche St. Johannes der Täufer

Die Evangelische Johanneskirche ist vermutlich eine der ältesten Kirchen in Württemberg, gebaut im 11. oder 12. Jahrhundert, mit Christusbronze von Ernst Yelin (1958). In der Südmauer der Kirche befindet sich die Kopie eines vorromanischen Steines (sichtbare Seite: 150 × 45 cm), der in seinen Verzierungen die heidnischen Symbole (Drachen) mit den christlichen (Kreuz) verbindet. Ursprünglich hatte der Stein die Funktion eines Türsturzes. Auf der Vorderseite befindet sich mittig ein rechteckiges Feld, das eine nicht mehr lesbare Inschrift enthält. Auf der linken Seite ist ein Kreis zu sehen. Dieser wird durch vier Linien in acht gleichmäßige Teile unterteilt. In ihrem Schnittpunkt befand sich ein Stab als Zeiger, wodurch der Kreis zur Sonnenuhr wurde. Auch die Querstriche an den senkrechten und waagrechten Linien deuten auf eine solche Funktion. Auf diese Weise wurden bei kanonialen Sonnenuhren die Zeiten des Stundengebets gekennzeichnet. Das Rechteck wird von vier schlangenartigen Wesen umrahmt, deren Leiber ineinander verflochten sind. Das Original befindet sich seit einem Kirchenumbau im Württembergischen Landesmuseum.

Kirchen
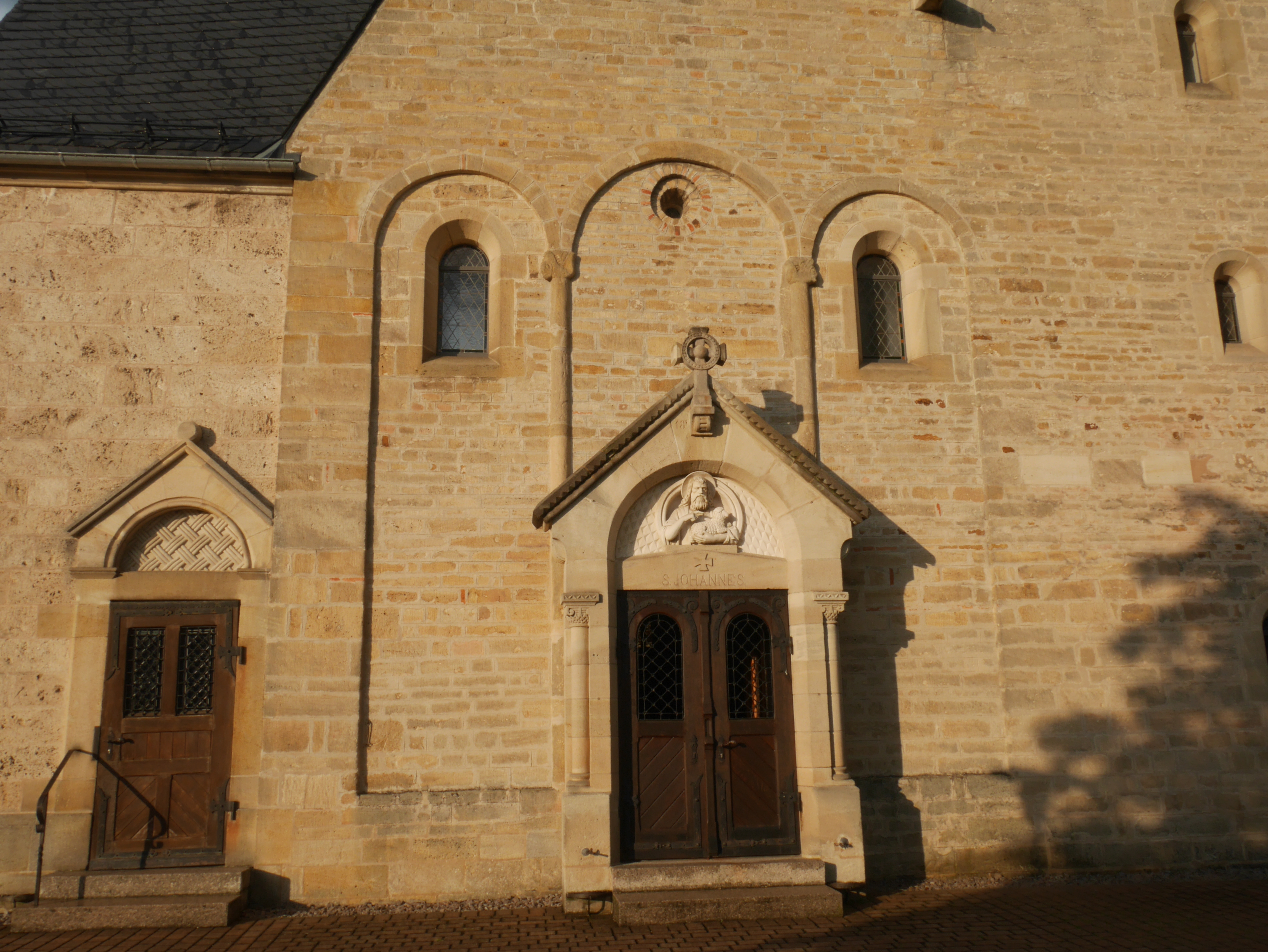
Portal mit drei Lisenenbögen die den Westgiebel gliedern
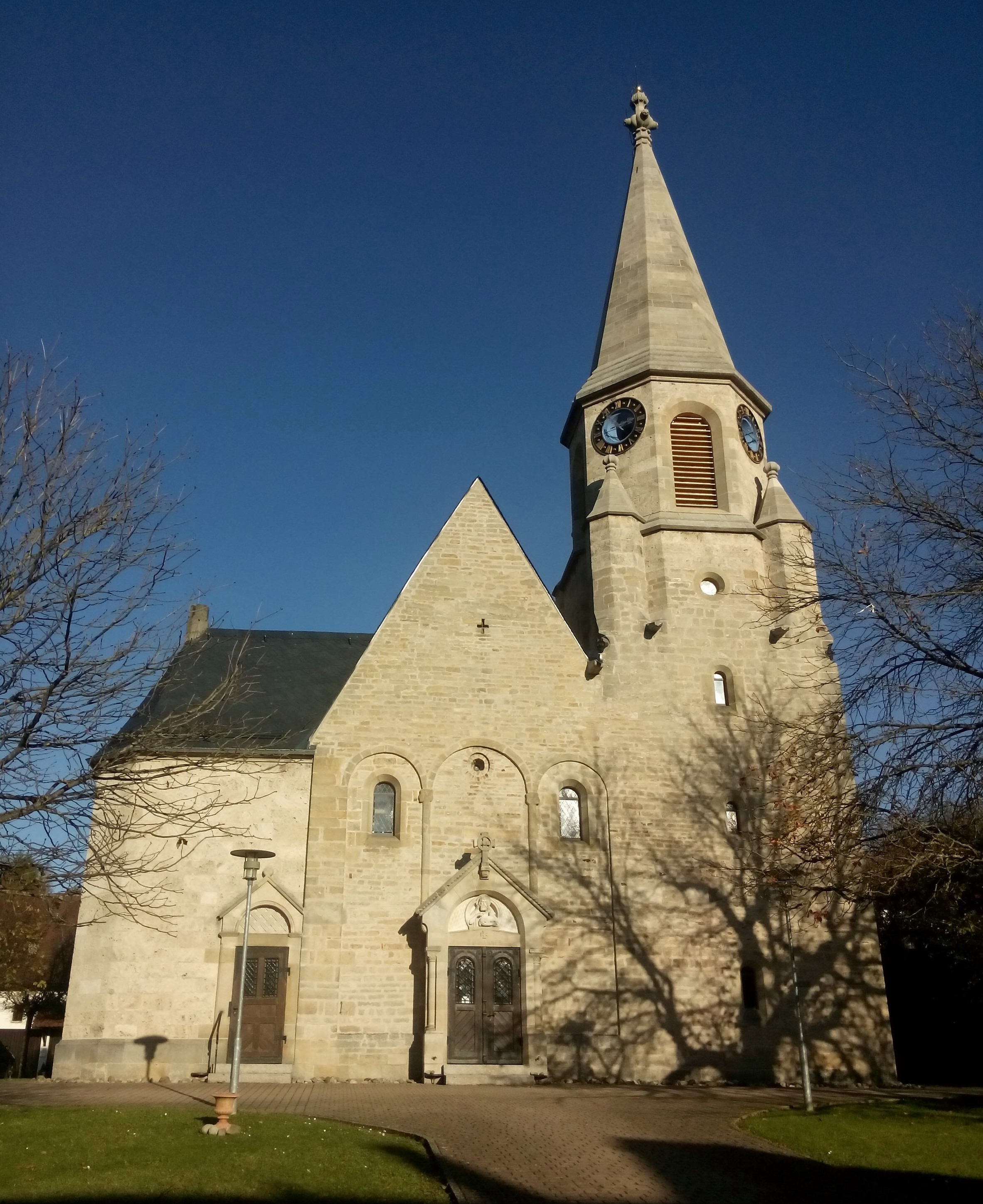
Evang. Johanneskirche Wannweil

### Musik
- Eintracht-Chöre Wannweil e. V., gegründet 1874
- Musikverein Wannweil 1908 e. V.
- Posaunenchor Wannweil 1954 der evangelischen Kirchengemeinde
- Akkordeonclub Quetschkommod 1991 e. V.

### Sport
- Schützengilde Wannweil 1906 e. V. (teilweise große regionale Erfolge vor allem im Jugendbereich in den 80er Jahren)
- SV 1921 Wannweil e. V. (bekannt geworden in der Region Ende der 60er Jahre durch zwei Aufstiege in die Schwarzwald-Bodenseeliga, in den 1970ern folgte dann ein Abstieg bis in die C-Klasse. Bekanntes Vereinsmitglied ist Guido Buchwald, der bis zur B-Jugend hier beim SV Wannweil kickte, bevor er über Pliezhausen zu den Stuttgarter Kickers wechselte und später beim VfB Stuttgart sogar zum Weltmeister „Diego“ avancierte.)
- Reitverein Wannweil e. V. (ein Reitturnier wird meistens Ende Mai ausgetragen)

### Regelmäßige Veranstaltungen
- Motorradgottesdienst mit Korso der Motorradfreunde Wannweil 1999 e. V.
- Maifest der Freiwilligen Feuerwehr Wannweil mit traditionellem Maibaumstellen (30. April)
- Maihockete am 1. Mai von und mit dem Musikverein Wannweil 1908 e. V.
- Der Musikverein Wannweil 1908 e. V. veranstaltet jedes Jahr Ende September eine Schlachtfesthockete.
- Die Chöre der Eintracht-Chöre Wannweil treten regelmäßig an Weihnachten, im Frühling und im Herbst auf. (Kinder-Chor, Junger Chor, Gemischter Chor unter der Leitung von Albert Mayer)
- Der Reitverein Wannweil veranstaltet jährlich ein Dressur- und Springturnier an Himmelfahrt und dem darauf folgenden Wochenende. In ungeraden Jahren folgt am Wochenende nach Pfingsten ein Westernturnier.

### Bildung
Mit der Uhlandschule verfügt Wannweil über eine Grundschule. Früher gab es dort auch noch eine Hauptschule mit Werkrealschule. Die nächstgelegenen Gymnasien sind in Kusterdingen, Reutlingen und Tübingen. Für die jüngsten Einwohner bestehen je ein gemeindlicher, evangelisch-lutherischer Jonakindergarten so wie ein Waldkindergarten und ein römisch-katholischer Kindergarten.

## Verkehr
Die Bahnstrecke Plochingen–Immendingen verläuft durch die Gemeinde. Der Haltepunkt Wannweil liegt zwischen Betzingen (Richtung Reutlingen) und Kirchentellinsfurt (Richtung Tübingen). Es verkehren Regionalbahnen Richtung Tübingen/Herrenberg bzw. Richtung Metzingen/Bad Urach. Zudem hält hier vereinzelt der Zwischentakt des Regional-Express nach Stuttgart.
Der Öffentliche Nahverkehr wird durch den Verkehrsverbund Neckar-Alb-Donau (NALDO) gewährleistet. Die Gemeinde befindet sich in der Wabe 220.
Die Bus-Linie der Naldo-Gebiete lautet 7601. Der Bus fährt bis zur Station Kirchentellinsfurt Bahnhof und fährt weiter unter der Nummer 7605 nach Kusterdingen.
Durch Wannweil führt die Landesstraße 379. Diese verbindet die Gemeinde nach Norden mit der B 27 und der B 297 und nach Süden mit Reutlingen.
Über Alltagsradrouten aus dem Radnetz Baden-Württemberg ist Wannweil 
- mit Reutlingen und
- über Kirchentellinsfurt
  - mit Tübingen und
  - über Neckartenzlingen mit Nürtingen verbunden.

## Persönlichkeiten, die vor Ort wirken oder gewirkt haben
- Hans Hipp (1912–2001), deutscher Fußballtrainer, wurde in Wannweil geboren und trainierte den SV Wannweil.
- Horst Köhler (1943–2025), Bundespräsident 2004–2010, hat während seiner Studienzeit in Tübingen in Wannweil gelebt.
- Botho Walldorf (* 1945), Heimatkundler. Träger der Heimatmedaille des Landes Baden-Württemberg.
- Axel Heinzmann (1946–2018), politischer Aktivist der rechtsextremen Szene in Baden-Württemberg; hatte die längste Zeit seines Lebens bis zu seinem Tod seinen Hauptwohnsitz in Wannweil.
- Guido Buchwald (* 1961) ist in Wannweil aufgewachsen und hat beim SV Wannweil mit dem Fußballspielen begonnen.